# Palais de justice d'Aix-en-Provence
Le palais de justice d'Aix-en-Provence est un palais de justice situé place de Verdun, à Aix-en-Provence. 

## Histoire
Le Palais de justice d'Aix-en-Provence est commandé à Claude-Nicolas Ledoux, en 1787, alors qu'il a également en charge la rénovation de ce quartier de la ville. Construit sur l'emplacement de l'ancien Palais comtal, les travaux débutent rapidement. 
La Révolution française éclate durant les travaux du palais. Un décret est pris dans la séance du 24 octobre 1790 arrêtant la construction du palais de justice qui était destiné, à l'origine, pour le parlement de Provence. 
La construction du palais de justice ne reprend qu'en 1822, sous l'égide de Michel-Robert Penchaud, également architecte de la prison de la ville. définitivement achevé en 1831, la cour de justice s'y installe le 13 novembre 1832. 
Depuis 1979, les façades, hors surélévation moderne, ainsi que la salle des pas perdus, sont inscrits au titre des monuments historiques.
Le palais de justice est actuellement utilisé pour les appels des affaires civiles et commerciales,  ainsi que les jugements de la Cour d'assises.

## Descriptif
Un ensemble de trois panneaux décoratifs nommé La Cour du Roi René du peintre Henri Rondel orne la salle des délibérations du palais depuis 1906. Ce triptyque, qui rappelle l'annexion de la Provence à la France, est réclamé depuis 1920 par la ville d'Avignon qui souhaite l'exposer au Palais des Papes,.